# سناء الفودري
سناء الفودري (1969 - 8 أغسطس 1990)، مناضلة وشهيدة كويتية ، ولدت في منطقة السالمية ، كانت طالبة تدرس في كلية التكنولوجيا حين إستشهادها على يد القوات العراقية أثناء غزو الكويت. وتعتبر سناء أول كويتية تستشهد في المظاهرات المناهضة لغزو الكويت.

## قصة استشهادها
كانت من بداية غزو الكويت ثائرة على المحتل ، ففكرت في المقاومة من خلال القيام بمظاهرات مناهضة ورافضةللغزو على بلادها، وتزعمت جموع غفيرة من الكويتيات بدأت بجمع صديقاتها وإخوانها وأخوتها وساكني منطقة الجابرية وخرجوا في مظاهرات بمنطقة الجابرية وكانت تقول : يجب أن نعمل شيء حتى يعرف صدام حسين أننا غير راضين عليه ولن نقبل إلا بحكم آل الصباح وكانت تخرج (3) أيام متتالية وفي اليوم الثالث الموافق (8 أغسطس)، قامت  وإغتسلت وتطيبت وخرجن للمظاهرة الساعة الخامسة وخمس دقائق مساء ، وفي الساعة السادسة إلا ثلث ، قام الجنود العراقيين بإطلاق النار من مدافعهم الرشاشة على جموع المتظاهرين لتفريقهم، فأصيبت برصاصة في بطنها وأخذت تؤشر لوالدتها أن تتراجع حتى لا تصاب بأذى فجاء أحد الجنود من الجيش العراقي الشعبي ، وأطلق عشر رصاصات على جسد سناء وتوفت في الحال وقد حملها أخوها بعد ذلك، إلى مستشفى مبارك الكبير وتم دفنها في مقبرة الصليبخات ، ، وبعد دفنها جاء الأهل إلى المنزل وأخذوا يقلبون أوراق الشهيدة سناء فوجدوا ورقه بجوار سريرها مكتوب فيها ".. أنها تحب والديها وأهلها وسوف تستشهد قريبا .."، فعرفوا أن سناء كانت تشعر بقرب استشهادها.

## إقرا ايضا
- أسرار القبندي
- وفاء العامر
- غاليه التركيت